# Hvítserkur

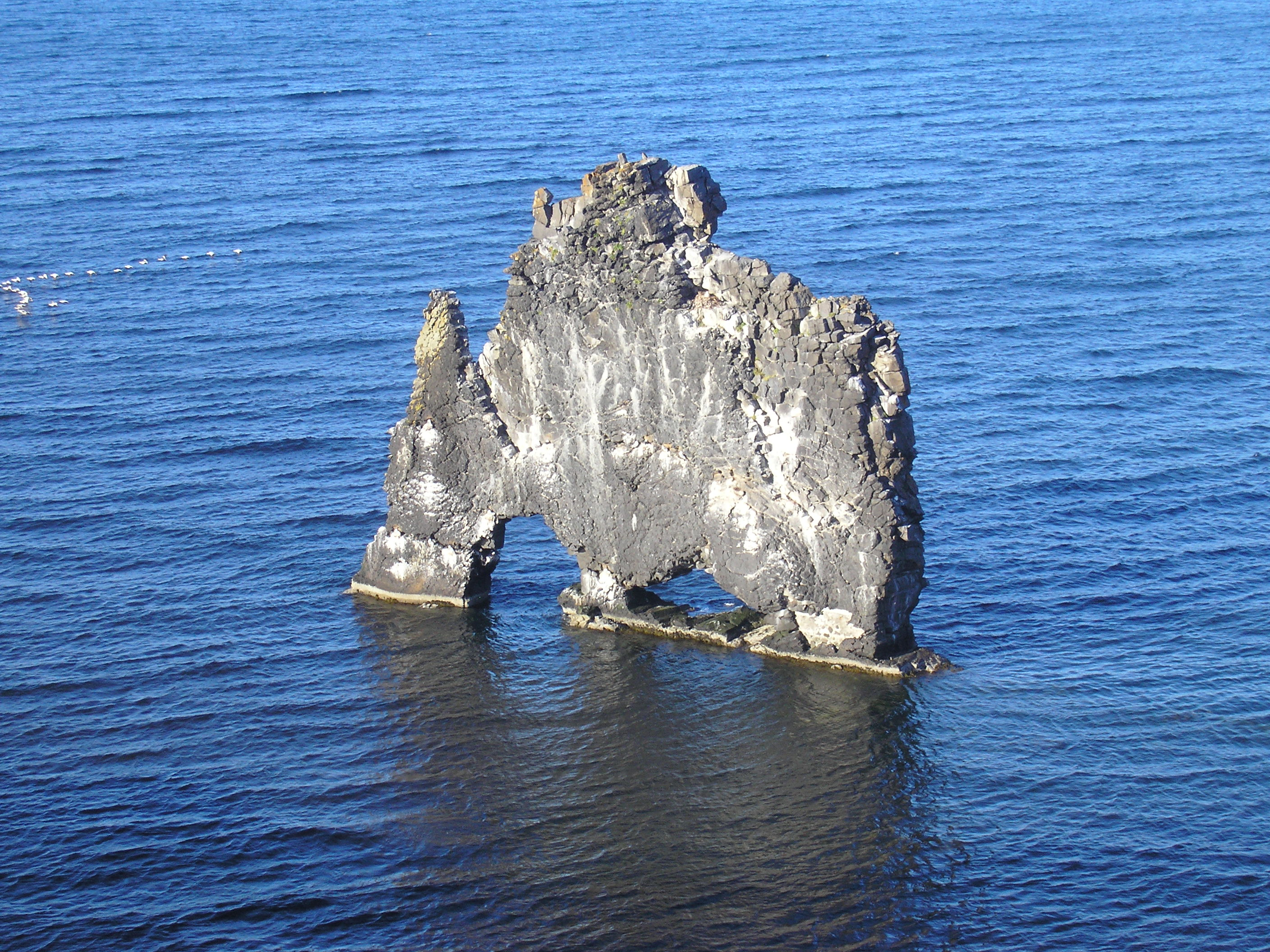
A Hvítserkur szikla dagálykor

A Hvítserkur egy 15 méter magas, tengerből kiemelkedő látványos bazaltformáció Izland északnyugati részén, a Hóp lagúna közelében, a tengerparttól néhány tíz méterre. Az erőteljes árapály vízjátékának köszönhetően apálykor száraz lábbal el lehet érni a sziklaalakzatot a tengerparttól, majd hat órával később több méter mély víztömeg választja el a parttól. A sziklaformának két markáns „kapuja” is van.

## Megközelítése
Az Izlandon körbemenő Hringvegur, azaz 1-es számú főúton haladva a Vatnsnes félszigethez érve a 711-es útra kell lekanyarodni, amelyen haladva először Izland legnagyobb lagúnája, a Hóp mellett haladunk el, és ahogy a lagúna átvált a Grönlandi-tengerbe, egy parkolóhoz érünk, ahonnan pár perc sétával elérhető a szikla.